# Ammannsegg

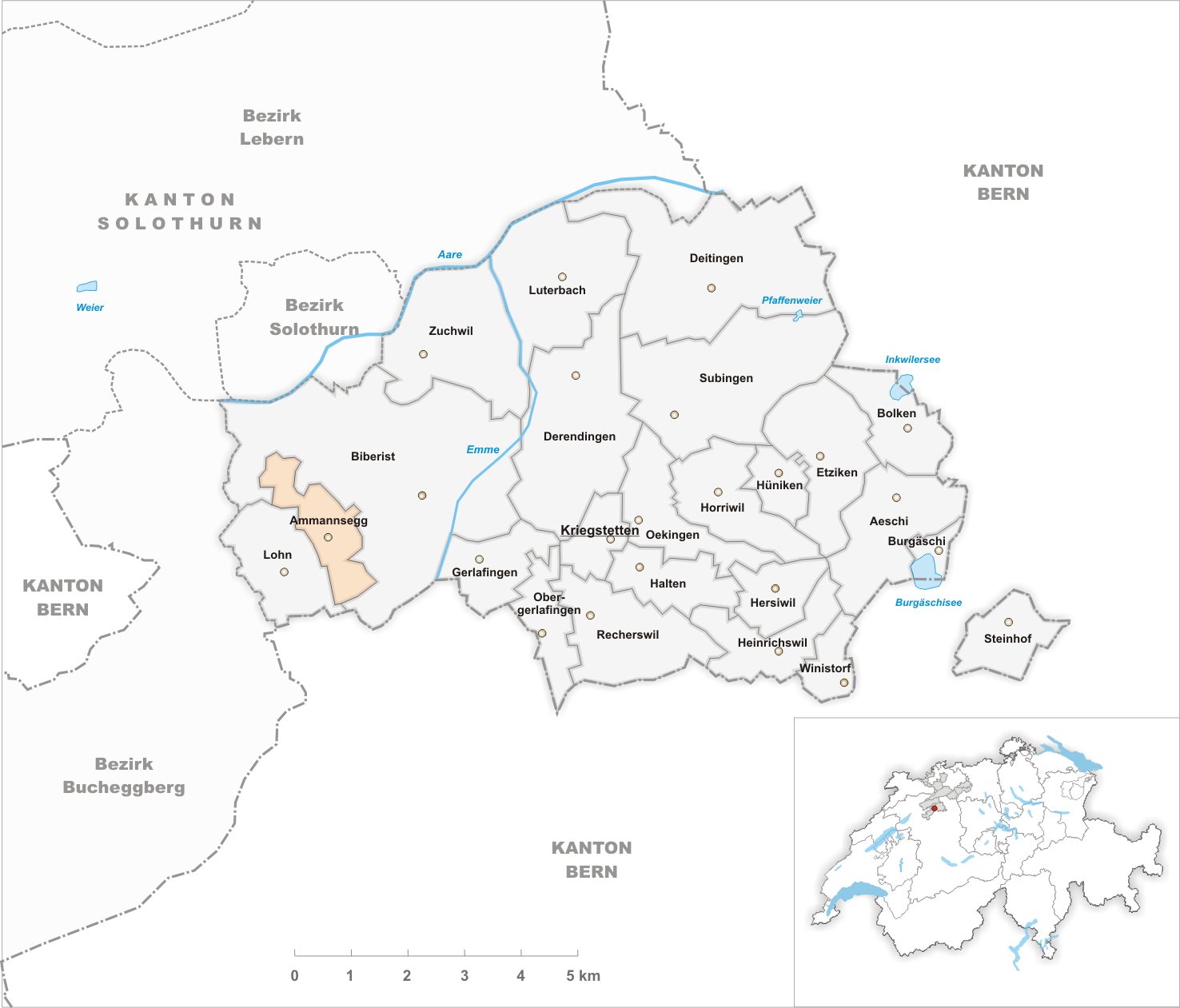
Gemeindestand vor der Fusion am 1. Januar 1993

Ammannsegg war eine selbständige politische Gemeinde im Bezirk Wasseramt, Kanton Solothurn, Schweiz. 1993 fusionierte Ammannsegg mit der damaligen Gemeinde Lohn zur Gemeinde Lohn-Ammannsegg.

## Geschichte
Ammannsegg ist eine Hangsiedlung nördlich der Kantonsstrasse Solothurn-Bern. Sie wurde 1261 erstmals unter Amalzeich erwähnt. Es gab Funde im Junkholz sowie einen römischen Münzfund. Die 1261 erworbenen landgräflichen Rechte der Grafen von Kyburg gingen 1406 an Bern über, das sie 1516 an die Stadt Solothurn abtrat. Ammannsegg gehörte als Teil des Gerichts Biberist zur Vogtei Kriegstetten. Das Solothurner St. Ursenstift besass Twing und Bann. 1478 erfolgte ein Teilverkauf an die Stadt Solothurn. Beide Konfessionen sind seit je nach Biberist kirchgenössig.
Bis 1950 blieb Ammannsegg ein bäuerlich geprägtes Dorf (Agrarreform 1785: Abschaffung der Brachbeweidung). Seitdem entwickelt es sich zur Pendler- und Wohngemeinde der Agglomeration Solothurn mit hohen Wachstumsraten (1950–1960: 50 %) und einer stark veränderten Erwerbsstruktur (1950 14 % im 3. Sektor, 1990 78 %). Mit Lohn wurden schon vor der Fusion verschiedene Einrichtungen gemeinsam genutzt (das Schulhaus seit 1812, die reformierte Kirche seit 1963, die katholische Kirche seit 1971). Das frühere Bad Ammannsegg, ein zu Heilzwecken umgebautes Herrenhaus (ehemaliger Sommersitz des Landvogtes), dient seit 1980 als Alterssiedlung.

## Bevölkerung
| Bevölkerungsentwicklung Ammannsegg | Bevölkerungsentwicklung Ammannsegg | Bevölkerungsentwicklung Ammannsegg | Bevölkerungsentwicklung Ammannsegg | Bevölkerungsentwicklung Ammannsegg | Bevölkerungsentwicklung Ammannsegg |
| ---------------------------------- | ---------------------------------- | ---------------------------------- | ---------------------------------- | ---------------------------------- | ---------------------------------- |
| Jahr                               | 1798                               | 1850                               | 1900                               | 1950                               | 1990                               |
| Einwohner                          | 95                                 | 158                                | 180                                | 229                                | 550                                |